# Mecabayan
Mecabayan (en inglés: Meycauayan; en filipino: Maykawayan) es una ciudad en la provincia de Bulacán en Filipinas.

## Geografía
La ciudad tiene un superficie de 22,10 kilómetros cuadrado. Está situada 19 kilómetros al norte de Manila. 
Según el censo de 2000, su población es de 175,291 habitantes en 34,882 casas.

## Barrios
La ciudad tiene 26 barrios:
| - Bagbaguin - Bahay Pare - Bancal - Banga - Bayugo - Calvario - Camalig - Hulo - Iba - Langka - Lawa - Libtong - Liputan | - Longos - Malhacan - Pajo - Pandayan - Pantoc - Pérez - Población - Saluysoy - St. Francis (Gasak) - Tugatog - Ubihan - Zamora - Caingin |